# Zekiros Adanech
Zekiros Adanech (née le 26 mars 1982), est une athlète éthiopienne.

## Carrière
Elle remporte le marathon de Reims en 2005 et est huitième du Marathon de Berlin 2006.